# Unrechtsbewusstsein
Unter Unrechtsbewusstsein wird in der deutschen Strafrechtsdogmatik das Bewusstsein verstanden, dass mit einem bestimmten Handeln Unrecht getan wird. Abgestellt wird auf die Einsicht Unrecht zu tun, das heißt das verstehende Erkennen der Rechtswidrigkeit der Tat. Es kommt nicht darauf an, dass der Täter mit dem Werturteil der Rechtsordnung in Einklang geht und ihr gefühlsmäßig zustimmt. 
Zur Unrechtseinsicht reicht die Ansicht des Täters andererseits, sein Verhalten sei lediglich sittlich verwerflich, nicht aus. Es genügt stattdessen das Bewusstsein eines Verstoßes gegen die Rechtsordnung, wobei auf konkrete Kenntnisse einer bestimmten Norm und deren konkrete Strafbarkeit bei ihrer Verletzung nicht abgehoben wird.

## Bezugspunkt
Das Unrechtsbewusstsein besteht nicht abstrakt, sondern bezieht sich jeweils auf die einzelne Sollensanordnung der Verbots- oder Gebotsnorm. Das Unrechtsbewusstsein kann daher bei Verwirklichung unterschiedlicher Delikte teilbar sein, sodass es für das eine Delikt besteht, für das andere aber nicht. Umstritten ist allerdings, ob dies auch für die Verwirklichung von Qualifikationen gilt.

## Fahrlässigkeit
Ein fahrlässig Handelnder will nicht gegen die Rechtsordnung verstoßen. Unter Anspannung seiner kognitiven und voluntativen Kräfte (gehörige Gewissensanspannung) hätte er in der Tatsituation aber erkennen können, dass sein Handeln die Verletzung eines geschützten Rechtsguts nach sich ziehen würde können. Ihm wäre die Tat und damit das Unrecht der Tat bewusst geworden.  
Unterschieden wird zwischen unbewussten und bewussten Fahrlässigkeitsdelikten. Unbewusste Fahrlässigkeitstaten zeichnet aus, dass eine mögliche Tatbestandsverwirklichung verkannt wird, weil die gebotene Sorgfalt außer Acht gelassen wird, obwohl der Täter nach den Umständen und den persönlichen Verhältnissen fähig gewesen ist, dies zu erkennen. Bei bewussten Fahrlässigkeitsdelikten hält der Täter die Tatbestandsverwirklichung grundsätzlich für möglich, vertraut aber pflichtwidrig darauf, dass sie nicht eintritt, weil er die Situation für beherrschbar hält und daher in Durchführung seiner Absichten handelt. Die Rechtswidrigkeit seines Handelns ist ihm dabei bewusst.

## Unrechtsbewusstsein und Einsichtsfähigkeit
Nicht scharf voneinander abzugrenzen sind die Fragen des Unrechtsbewusstsein und der Einsichtsfähigkeit nach § 3 JGG. Soweit die Unrechtseinsicht für den jugendlichen Täter zu erreichen gewesen wäre, handelt es sich um einen Fall der Einsichtsfähigkeit nach § 3 JGG.

## Vorsatz- oder Schuldmerkmal?
Nach heute fast einhelliger Ansicht in der Lehre und vor allem auch Rechtsprechung ist das Unrechtsbewusstsein als allgemeines Schuldmerkmal einzuordnen. Sein Fehlen bedingt demnach einen Verbotsirrtum im Sinne von § 17 StGB und kann somit zu Straflosigkeit mangels Schuld führen, soweit die Unrechtszweifel nicht behebbar waren.
Nach der Gegenauffassung (Vorsatztheorie) ist das Unrechtsbewusstsein als Vorsatzbestandteil zu verorten. Sein Fehlen stellt demnach bereits einen Tatbestandsirrtum nach § 16 Abs. 1 Satz 1 StGB dar, so dass in Verbindung mit § 15 StGB die Strafbarkeit entfällt. Diese Lehrmeinung hat heute den Wortlaut von § 17 Satz 1 StGB gegen sich. Auch das teleologische, das systematische und das historische Auslegungsargument sprechen dagegen.